# Demented Are Go
Demented Are Go (auch: Demented Are Go! bzw. DAG) ist eine britische Psychobilly-Band.

## Bandgeschichte
Demented Are Go wurden 1982 in Cardiff, Wales von Mark „Sparky“ Phillips und Ant Thomas gegründet und gehören zur ersten Welle der Psychobilly-Bands, nachdem dieses Genre in Großbritannien in den frühen 1980er Jahren von den Meteors ins Leben gerufen worden war. Kopf der Band ist Frontmann Mark Philips, dessen auffällige Bühnenoutfits sein Markenzeichen sind. Die restliche Zusammensetzung der Gruppe war in den Jahren des Bestehens einer hohen Fluktuation ausgesetzt.
Demented Are Go haben bis heute eine Vielzahl von Studio- und Livealben veröffentlicht und sind heute trotz einiger Trennungen und anschließender Reunions immer noch aktiv.
Unter dem Namen Demon Teds veröffentlichten Sparky und Thomas mit dem Bassisten Billy Favata und dem Gitarristen Mike Panell 1989 das Album The Day The Earth Spat Blood. Als Demented Scumcats veröffentlichten die Musiker 2003 eine EP und 2005 das Album Splatter Baby.  Seit 2010 nahm Frontmann Philips mit der Schweizer Rockabilly-Band Hillbilly Moon Explosion elf Lieder auf, die 2019 auf dem Album The Sparky Sessions zusammengefasst wurden.

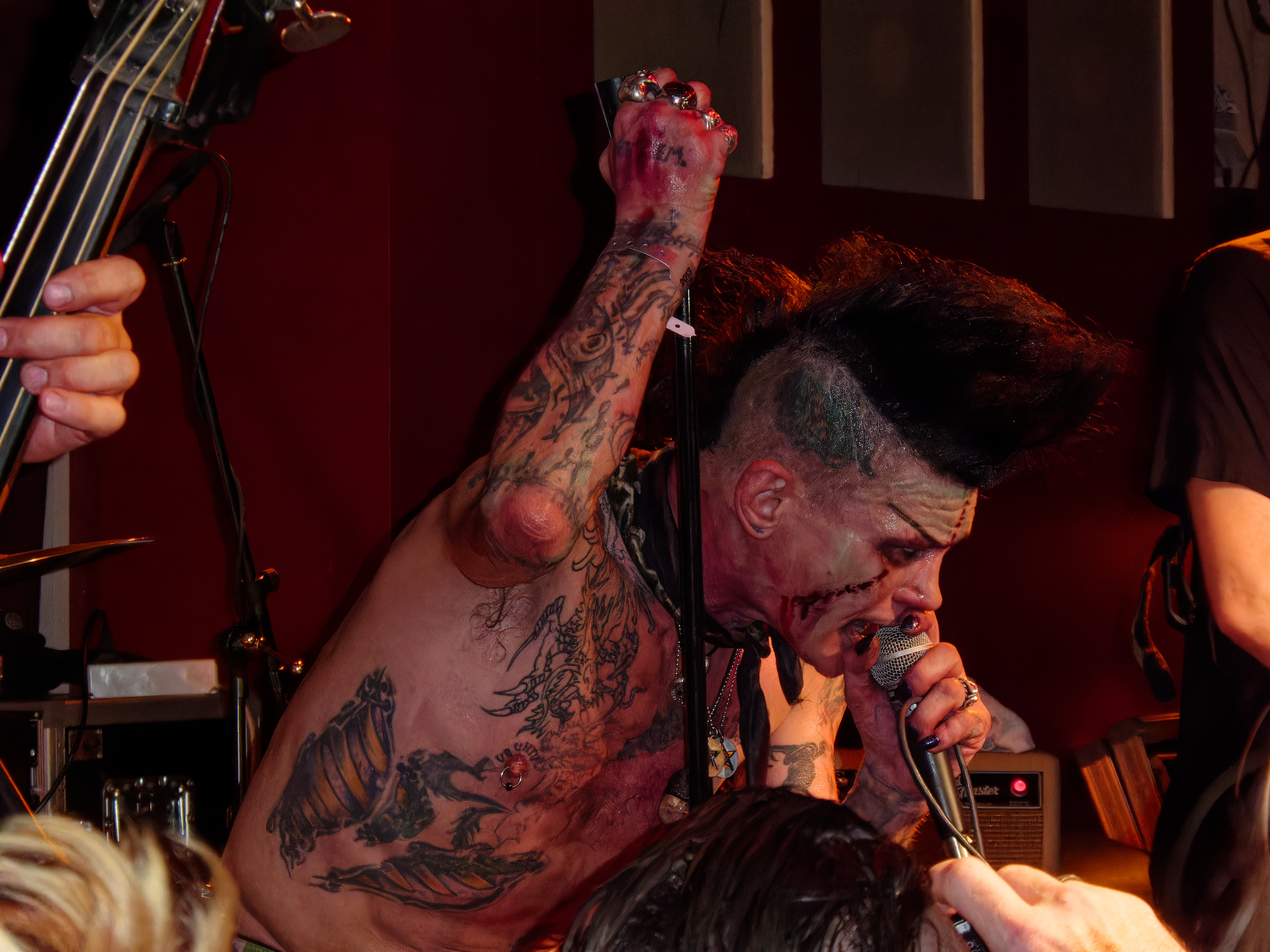
Mark Philips 2017

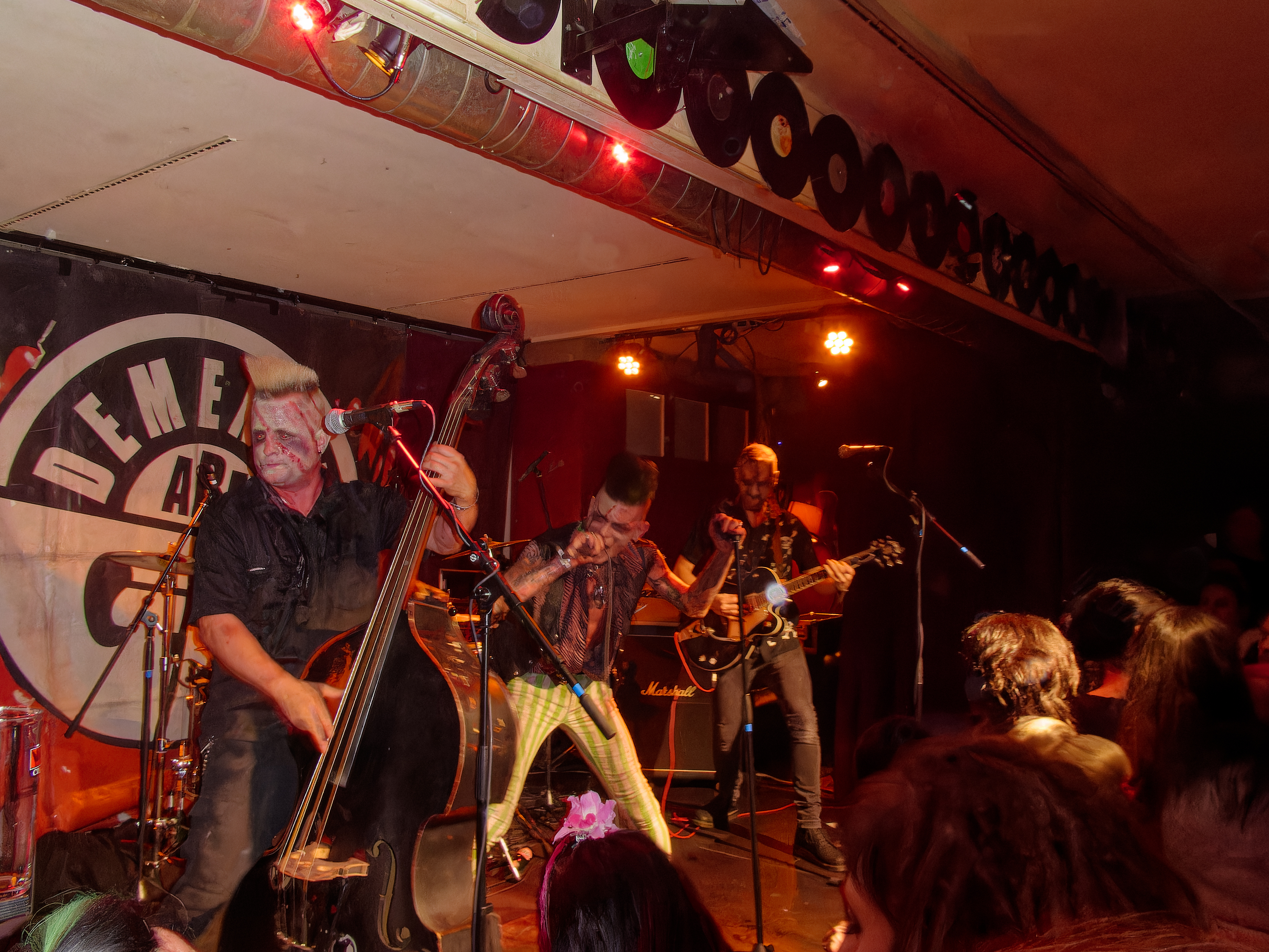
Demented Are Go im Club Goldmark's in Stuttgart 15. September 2017

## Diskografie

### Alben
- 1986: In Sickness & In Health (ID Records)
- 1988: Kicked Out of Hell (ID Records)
- 1989: The Day the Earth Spat Blood (als „Demon Teds“, Link Records)
- 1990: Live and Rockin’ (Link Records)
- 1990: Go Go Demented (Link Records)
- 1991: Orgasmic Nightmare (Fury Records)
- 1993: Live in Japan (Tombstone Records)
- 1993: Tangenital Madness On A Pleasant Side Of Hell (Fury Records)
- 1993: The Best of Demented Are Go (Dojo Records)
- 1996: Who Put Grandma Under the Stairs (Receiver Records)
- 1997: Satan’s Rejects 1: The Very Best of Demented Are Go (Anagram Records)
- 1999: Satan’s Rejects 2: The Very Best of Demented Are Go (Harry May Records)
- 1999: Hellucifernation (Crazy Love Records)
- 2000: I Wanna See You Bleed!! (Hell Razer Records)
- 2002: Stomping at the Klubfoot (Mayo Records)
- 2003: Live at the Galaxy (Crazy Love Records)
- 2004: Call Of The Wired (Cherry Red Records)
- 2005: Hellbilly Storm (People Like You Records)
- 2012: Welcome back to Insanity Hall (People Like You Records)

### Singles und EPs
- 1986: Holy Hack Jack / Rubber Buccaneer / Don't Go In The Woods (ID Records)
- 1993: Marijuana (EP, Fury Records)
- 1995: German Tour Single (Pin Up Records)
- 1996: I Wanna See You Bleed (EP, Scandal Records)
- 1997: Demons of the Swamp (EP, Krueger Records)
- 1999: Daddy’s Making Monsters / Dead After Midnight /Blood Beach (Crazy Love Records)
- 2005: Hotrod Vampires / Out Of Control / When Darkness Falls (People Like U Records)
- 2012: Lucky Charm / Another Thing Coming (People Like You Records)
- 2018: Rubber Rock / One Sharp Knife (Crazy Love Records)